# Dalton Papali'i

a Compétitions nationales et continentales officielles uniquement.

b Matchs officiels uniquement.
Dernière mise à jour le 28 janvier 2022.
Dalton Papali'i, né le 11 octobre 1997 à Auckland (Nouvelle-Zélande), est un joueur de rugby à XV international néo-zélandais, évoluant au poste de troisième ligne aile. Il joue avec la franchise des Blues en Super Rugby depuis 2018, et avec la province des Counties Manukau en NPC depuis 2020.

## Carrière

### En club
Dalton Papali'i est issu d'une famille amatrice de rugby à XIII, et commence logiquement par pratiquer ce sport lors de son enfance. Il passe au rugby à XV lorsqu'il entre au Saint Kentigern College. Il devient rapidement le capitaine de l'équipe de l'établissement, avec qui il remporte le championnat régional lycéen en 2015. Il rejoint également l'académie de la province d'Auckland.
Il commence sa carrière professionnelle en 2017 avec l'équipe senior d'Auckland en NPC. Après une première saison où il joue peu, il s'impose à partir de la saison suivante comme un titulaire régulier de cette province. En 2018, il remporte le championnat après une finale remportée au bout des prolongations contre Canterbury, bien qu'il ne participe pas aux phases finales en raison de sa présence en sélection nationale.
Après une saison avec Auckland, il est retenu par la franchise des Blues pour disputer la saison 2018 de Super Rugby. Il fait ses débuts en Super Rugby en tant que remplaçant le 7 avril 2018 contre les Chiefs, avant de connaître sa première titularisation deux semaines plus tard contre les Highlanders,. En 2019, il prolonge son contrat avec la fédération néo-zélandaise et les Blues jusqu'en 2022.
En 2020, il change de province de NPC pour rejoindre les Counties Manukau.

### En équipe nationale
Dalton Papali'i joue avec la sélection scolaire néo-zélandaise (en) en 2015.
Il est sélectionné pour évoluer avec l'équipe de Nouvelle-Zélande des moins de 20 ans pour participer aux championnats du monde juniors en 2016 et 2017,. Il remporte cette compétition en 2017.
En octobre 2018, il est sélectionné pour la première fois avec les All Blacks par Steve Hansen pour participer à la tournée d'automne en Europe et au Japon,. Il connait sa première sélection le 3 novembre 2018 à l’occasion d’un match contre l'équipe du Japon à Tokyo.
En 2019, il est présent dans le groupe néo-zélandais qui dispute le Rugby Championship, mais il est par la suite non-retenu pour disputer la Coupe du monde au Japon.
Il devient régulièrement aligné en sélection à partir de 2021, bénéficiant de ses bonnes performances défensives,

## Palmarès

### En club et province
- Vainqueur du NPC en 2018 avec Auckland.
- Vainqueur du Super Rugby Trans-Tasman en 2021 avec les Blues.

### En équipe nationale
- Vainqueur du championnat du monde junior en 2017.
- Vainqueur du Rugby Championship en 2020, 2021, 2022 et 2023.
- Finaliste de la Coupe du monde 2023.

## Statistiques
Au 30 septembre 2024, Dalton Papali'i compte 36 capes en équipe de Nouvelle-Zélande, dont 17 en tant que titulaire et il a inscrit 8 essais soit (40 points), depuis le 3 novembre 2018 contre l'équipe du Japon à Tokyo. Avec les Kiwis, il dispute une Coupe du monde en 2023. Il participe à six éditions du Rugby Championship, en 2019, 2020, 2021, 2022, 2023 et 2024. Il dispute treize rencontres dans cette compétition,.